# Communauté de communes de la Beauce oratorienne
La communauté de communes de la Beauce oratorienne est une ancienne communauté de communes française, située dans les départements de Loir-et-Cher et du Loiret. Le 1er janvier 2017 elle a fusionné avec les communautés de communes du Val des Mauves, du Val d'Ardoux et du canton de Beaugency pour former la communauté de communes des Terres du Val de Loire.

## Historique
La communauté de communes de la Beauce oratorienne est née le 24 décembre 1999.
À partir du 1er janvier 2016, la communauté de communes de la Beauce oratorienne voit son nombre de communes passer de 12 à 6 à la suite de la fusion des communes de La Colombe, Membrolles, Ouzouer-le-Marché, Prénouvellon, Semerville, Tripleville et Verdes pour donner la nouvelle commune de Beauce la Romaine.
Dans un communiqué de presse daté du 17 mars 2016 et intitulé « Le nouveau schéma départemental de coopération intercommunale du Loiret », la préfecture du Loiret annonce la fusion au 1er janvier 2017 de la communauté de communes de la Beauce oratorienne  avec trois autres communautés de communes (Canton de Beaugency, Val d'Ardoux et Val des Mauves à l'exception de la commune de Jouy-le-Potier (Val d'Ardoux) reversée dans la communauté de communes des Portes de Sologne.

## Territoire communautaire

### Composition
Au 1er janvier 2016 la communauté de communes était composée des 6 communes suivantes, :
| Nom                       | Code Insee | Gentilé        | Superficie (km2) | Population (dernière pop. légale) | Densité (hab./km2) |
| ------------------------- | ---------- | -------------- | ---------------- | --------------------------------- | ------------------ |
| Beauce la Romaine (siège) | 41173      |                | 136,51           | 3 461 (2014)                      | 25                 |
| Binas                     | 41017      |                | 26,38            | 726 (2014)                        | 28                 |
| Charsonville              | 45081      | Charsonvillois | 24,55            | 603 (2014)                        | 25                 |
| Épieds-en-Beauce          | 45134      | Spicaciens     | 40,22            | 1 495 (2014)                      | 37                 |
| Saint-Laurent-des-Bois    | 41219      | Laurençaux     | 18,32            | 293 (2014)                        | 16                 |
| Villermain                | 41289      |                | 28,75            | 383 (2014)                        | 13                 |

### Démographie
La communauté de communes de la Beauce oratorienne comptait 6 928 habitants (population légale INSEE) au 1er janvier 2013. La densité de population est de 25,2 hab./km2.

### Identité visuelle
|  | Logo de la Communauté de Communes |

## Administration

### Siège
Le siège de la communauté de communes est situé à Beauce la Romaine.

### Présidence
| Période | Période       | Identité        | Étiquette | Qualité |
| ------- | ------------- | --------------- | --------- | ------- |
| 1999    | décembre 2016 | Michel Beaumont |           |         |